# Lars Sjunnesson
Lars Sjunnesson, né en 1962 à Limhamn, est un auteur de bande dessinée suédois.

## Publications en français
- Participation à Comix 2000, L'Association, 1999, p. 1653-1655.  (ISBN 284414022X)
- Big Fat Bo, dans Lapin, L'Association :

1. « Big Fat Bo », n°27, 2002, p. 53-58.
2. « Big Fat Bo et l’ami secret », n°31, 2002, p. 29-31.
3. « La chute de Big Fat Bo », n°35, 2006, p. 97-102.

- « Errol », dans L'Horreur est humaine n°7, Humeurs, 2002, p. 133-138. Repris dans Lapin n°34, L'Association, 2004, p. 229-233.
- Bosnian flat dog (scénario), avec Max Andersson (dessin), L'Association, coll. « Éperluette », 2005.  (ISBN 978-2-84414-163-7)
- Åke Ordür, dans Lapin, L'Association :

1. « La Liste du premier ministre », n°41, 2010, p. 5-17.
2. « Les Jours se suivent », n°42, 2010, p. 177-185.
3. « La Fiancée de Monaco », n°44, 2011, p. 203-215.

- Åke Ordür, L'Association, coll. « Ciboulette », 2013.  (ISBN 9782844144706)

## Récompenses
- 1989 : Chien moche Galago (sv)
- 2024 : Prix Adamson du meilleure auteur suédois, pour l'ensemble de son œuvre[1]